# Верхоярівка (зупинний пункт)
Верхоярівка — пасажирський залізничний зупинний пункт Полтавської дирекції Південної залізниці.
Розташований на лінії Прилуки — Гребінка між станціями Грабарівка (13 км) та Пирятин (4 км) біля села Верхоярівка Пирятинського району Полтавської області.
Відкрита у 1990-2000-і роки.
Станом на березень 2020 року щодня п'ять пар дизель-потягів прямують за напрямком Прилуки/Ніжин — Гребінка.